# Киджиміт
Киджиміт (рос. Кыджимит) — селище Баунтовського евенкійського району, Бурятії Росії. Входить до складу Сільського поселення Усть-Джилиндинське.
Населення — ненаселене (2015 рік).